# شويعرة عقيمة
الشويعرة العقيمة نوع نباتي يتبع جنس الشويعرة من الفصيلة النجيلية.

## الموئل والانتشار
ينتشر هذا النوع في في المشرق العربي والمغرب العربي وآسيا الوسطى وأوروبا.